# وسام وجائزة فاراداي
وسام و جائزة فاراداي هي جائزة تمنح سنوياً من قبل معهد الفيزياء(لندن) في فيزياء تجريبية، وهي واحدة من الميداليات الذهبية للمعهد. من 1914-1966 اتخذت شكل محاضرة غوثري بعد ان تم استبدالها بوسام وجائزة غوثري، في ذكرى فريدريك غوثري، مؤسس الجمعية الفيزيائية (التي اندمجت مع معهد الفيزياء في عام 1960).
في عام 2008 تم تغيير اسم الجائزة إلى وسام و جائزة فاراداي،و صارت تمنح سنوياً "للمساهمات البارزة في الفيزياء التجريبية، لعالم الفيزياء ذو سمعة دولية في أي اختصاص"، والمعروفة باسم ميدالية فاراداي من معهد الفيزياء. الميدالية فضية مذهّبة ويقدم مع الجائزة مبلغ 1,000 باوند إسترليني وشهادة تقدير.

## الفائزون بالميداليات والمحاضرون

### الفائزون بميدالية فارادي
- 2015 Henning Sirringhaus, "لتغيير معرفتنا عن ظواهر الناقل المسؤول في أشباه الموصلات العضوية، وكذلك قدرتنا على استغلالها"
- 2014 Alexander Giles Davies وEdmund Linfield, "لمساهمته البارزة والمتواصلة في فيزياء وتكنولوجيا الأشعة تحت الحمراء البعيدة (تيراهيرتز)"
- 2013 إدوارد هندس, "لابتكاراته وتجاربه المؤثرة في الأبحاث التجريبية للذرات والجزيئات فائقة البرودة"
- 2012 Roy Sambles, "لأبحاثه التجريبية في فيزياء المواد المكثفة"
- 2011 آلان أندرو واتسون, "لقيادته البارزة في مرصد بيير أوجيه، والأفكار التي قدمها في أصل وطبيعة الأشعة الكونية ذات الطاقة العالية جداً"
- 2010 أثينا دونالد, "بسبب العديد من دراساتها الأصلية لهياكل وسلوك البوليمرات الصناعية والطبيعية"
- 2009 دونال برادلي, "لعمله الرائد في مجال الإلكترونيات العضوية'"
- 2008 روجر كاولي, "لعمله الريادي في تطوير وتطبيق تقنيات تشتت النيوترونات والأشعة السينية لفيزياء لمجموعة واسعة من نظم الحالة الصلبة والسائلة الهامة"

### الفائزون بميدالية جوثري
- 2007 جيلبرت جورج لونزاريتش, "for his experimental and theoretical contributions to condensed matter physics"
- 2006 آرثر مارشال ستونهام, "for his wide-ranging theoretical work on defects in solids"
- 2005 William Frank Vinen, "for his outstanding contributions to superfluids and superconductors"
- 2004 هنري هول
- 2003 Michael Springford
- 2002 Penelope Jane Brown
- 2001 لورنس إيفز
- 2000 Lawrence Michael Brown
- 1999 George Bacon
- 1998 Derek Charles Robinson
- 1997 جون إي بالدوين
- 1996 إدوارد روي بايك
- 1995 جون إندربي
- 1994 Philip George Burke
- 1993 توم كيبل
- 1992 أرشيبالد هوى
- 1991 دينيس ويليام سياما
- 1990 Roger James Elliott
- 1989 مارتن ريس
- 1988 Alan B. Lidiard
- 1987 صموئيل إدواردز
- 1986 دينيس ويلكينسون
- 1985 مايكل بيبر  [لغات أخرى]‏
- 1984 Michael John Seaton
- 1983 جيفري غولدستون
- 1982 فريدريك تشارلز فرانك
- 1981 جون كليف وارد
- 1980 مايكل فيشر
- 1979 دونالد هيل بيركنز
- 1978 فيليب أندرسون
- 1977 آلن كوتريل
- 1976 محمد عبد السلام
- 1975 David Tabor
- 1974 ردولف موسباور
- 1973 هيرمان بوندي
- 1972 بريان جوزيفسن
- 1971 John Ashworth Ratcliffe
- 1970 Alfred Brian Pippard
- 1969 سيسل باول
- 1968 رودولف بيرلز
- 1967 جيمس تشادويك
- 1966 William Cochran  [لغات أخرى]‏

### المحاضرون
- 1965 جون بيرترام آدامز
- 1964 مارتين رايل
- 1963 Leslie Fleetwood Bates
- 1962 برنارد لوفيل
- 1961 David Shoenberg
- 1960 فريد هويل
- 1959 هاري ماسي
- 1958 ويليس لامب
- 1957 هارولد يوري
- 1956 فرانسيس سيمون
- 1955 ادموند كليفتون ستونر
- 1954 جيفري إنغرام تايلور
- 1953 ماكس بورن
- 1952 وليام لورنس براغ
- 1951 نيفيل موت
- 1950 جورج فينش
- 1949 Alexander Oliver Rankine
- 1948 جورج باغيت طومسون
- 1947 جون ديزموند برنال
- 1946 ماكس جاكوب (أستاذ جامعي)
- 1945 Arturo Duperier. From إسبانيا. Subject "The Geophysical Aspect of Cosmic Rays"
- 1944 جويل هنري هيلدبراند
- 1943 Edward T. Whittaker
- 1942 إدوارد فيكتور أبلتون
- 1941 إدوارد اندرادي
- 1940 باتريك بلاكيت
- 1938 أرشيبالد هل
- 1937 Clifford Copland Paterson
- 1936 Lord Cherwell of Oxford  [لغات أخرى]‏
- 1935 آرثر كومبتون
- 1934 تشارلز فيرنون بويز
- 1933 كارل مان سيغبان
- 1932 ماكس بلانك
- 1931 ريتشارد قلازبروك
- 1930 بيتر ديباي
- 1929 بيرسي ويليامز بريجمان
- 1928 جوزيف جون طومسون
- 1927 إرنست رذرفورد
- 1926 شارل فابري
- 1925 فلهلم فيين
- 1924 موريس دي بروي
- 1923 جيمس جينس
- 1922 نيلز بور
- 1921 ألبرت ميكلسون
- 1920 شارل إدوار غيوم
- 1918 جون كانينغهام ماكلينن
- 1917 بول لانجفان
- 1916 William Bate Hardy
- 1914 روبرت وليامز وود

## روابط خارجية
- فائزون بجائزة جوثري